# Лесной детский сад
Лесной детский сад, также детский сад на свежем воздухе, детский сад на природе — формат дошкольного образования для детей от трёх до шести лет, при котором дети проводят большую часть времени на свежем воздухе. Какой бы ни была погода, дети и воспитатели играют, исследуют окружающий мир и изучают лес и другие природные ландшафты. Воспитатели выступают в роли помощников, а не руководителей группы.

## Занятия
Лесной садик — это детский сад «без стен и потолка». Воспитатели и дети проводят почти всё время на свежем воздухе, обычно в лесу. Отличительная черта лесных детских садов в том, что игры и развлечения строятся вокруг природных объектов (деревьев, горок, водоёмов). Дети играют с шишками, палками, птичьими перьями, водой и глиной, а не с игрушками заводского производства. Несмотря на эти отличия, лесные садики решают те же задачи, что и другие дошкольные образовательные учреждения, а именно заботятся о малышах, обучают их и стимулируют их развитие. Лесные садики отличаются между собой, потому что в основном организованы независимыми сообществами и стоят в стороне от официальной системы дошкольного образования.
Распространённые занятия и цели лесных садиков:
| Занятия                                                                               | Польза с точки зрения развития ребёнка                                                                            |
| ------------------------------------------------------------------------------------- | --- |
| Игры с активным использованием воображения и любых ресурсов из окружающей среды       | Помогают детям исследовать их собственные мысли и идеи без направляющего вектора от создателей игрушек            |
| Ролевые игры                                                                          | Развивают воображение, драматические навыки, командную работу, помогают примерить на себя разные модели поведения |
| Строительство убежищ и других конструкций из веток, с помощью других детей и взрослых | Требует навыков постановки цели, планирования, конструирования, командной работы и упорства                       |
| Подсчитывание объектов и поиск математических закономерностей                         | Развивает математические навыки и визуальное мышление                                                             |
| Игры на развитие памяти с природными объектами                                        | Развивают память и словарный запас                                                                                |
| Рассказывание историй, пение песен, разучивание стихов                                | Развивает драматические навыки, внимание и концентрацию                                                           |
| Сбор больших картин из маленьких объектов, изготовление поделок и игрушек             | Навыки рукоделия и искусства                                                                                      |
| Зарисовки из жизни садика                                                             | Навыки рукоделия и искусства, изобретательность, внимание к деталям и способность их воспроизводить               |
| Лазание по деревьям и исследование леса                                               | Повышает силу, ловкость и баланс (чувство равновесия)                                                             |
| Прятки и другие коллективные игры                                                     | Развивают смекалку, поощряя точные предсказания мыслей и действий других людей                                    |
| Прогулки по лесу и походы                                                             | Повышают силу и выносливость, обучают навыкам составления маршрута, развивают навыки планирования и общения       |
| Пребывание наедине с природой                                                         | Развивает осознанность и характер                                                                                 |
| Отдых                                                                                 | Помогает осознать впечатления и подготовиться к последующей активности                                            |

## Пространство и организация
Лесные детские сады чаще всего встречаются в непосредственной близости от леса, но и другие естественные пространства, например, луг или пляж, также отлично подходят для них. На территории садика должно располагаться сооружение, где дети могут укрыться от экстремальных погодных условий. В некоторых садиках группа проводит небольшую часть дня в помещении, чаще всего с организационными целями (сбор детей перед началом и в конце дня).
Территория садика, как правило, не огорожена и может быть весьма условна. В качестве «якорей» выступают стоянки и площадки, которым воспитатели и дети придумывают имена: «Приветственный лес», «Можжевеловый холм», «Лес саламандры», «Шоколадная горка», «Мятная поляна», «Стоянка под ивой» и т. п. Площадки могут быть оборудованы самодельными качелями, очагом, местом для сбора дров, простой мебелью (столы, стулья), сделанной из подручных материалов.
Дети должны быть одеты по погоде, часто необходимы непромокаемые комбинезоны и термоодежда.

## История
В деревнях и небольших городках близость к природе была данностью. Последние сто лет на фоне тотальной урбанизации и отдаления от природы всё чаще возникают попытки восстановить связь детей и природы через образовательный процесс. В 1914 году социалисты-активисты Рэйчел и Маргарет Макмиллан устроили «ясли на свежем воздухе», но, к сожалению, до наших дней не дошли подробности этой истории, кроме факта улучшения детского здоровья.
В 1957 году в Швеции бывший военный Г. Фром придумал «Скогсмуль» (от швед. «skog» — лес), чтобы знакомить детей с природой. Муль (Mulle) — имя одного из четырёх персонажей, созданных Фромом. Другие персонажи: Лаксе (Laxe) — водный персонаж, Фьяллфина (Fjällfina) — горный персонаж и Нова (Nova) — олицетворение чистой, нетронутой человеком природы. Лесные школы и садики, основанные на идеях Фрома, получили название «Школ Дождя и Солнца» (I Ur och Skur) и трансформировали эпизодические мероприятия в регулярный детский сад, основанный С. Линде в 1985 году. Дж. Робертсон описала современное состояние Скогсмуля в подробном эссе.
Также в 1950-х годах Элла Флато создала лесной садик в Дании. Идея родилась постепенно из её частых прогулок и игр с её собственными и соседскими детишками в близлежащем лесу, которые приобрели большую популярность у местных родителей, как способ занять ребёнка в дневное время. Родители образовали группы и выступили с инициативой создания первого датского лесного садика.
В Германии лесные садики (Waldkindergarten или Naturkindergarten) существовали с 1968 года, но только в 1993 году были официально признаны, как форма дошкольного образования. Это позволили им получить субсидии от государства и уменьшить плату за обучение детей. С тех пор лесные садики в Германии завоёвывают всё большую популярность. В 2005 году примерное количество лесных садиков составляло 450, некоторые из которых совмещали традиционный подход с утренними прогулками по лесу. К концу 2012 года количество лесных садиков в Германии превысило 1000, а к концу 2017—1500.
В Великобритании в 2005 году, воспитательница шведского происхождения, Хелена Нильсок, основала садик «Полевые цветы» (Wildflowers Kindergarten), где дошкольники проводят каждое утро на природе.
В 2008 году Кэтти Бах открыла ясли-садик «Секретный сад» (Secret Garden) в Шотландии при поддержке государственного финансирования и частных спонсоров.
В США первый лесной садик был основан в 1996 году. «Ласковые тропы» (Tender Tracks) в Калифорнийском заливе был основан Вендолин Бёрд и работает по сей день.

## Преимущества
Тот факт, что большинство лесных садиков не использует игрушки фабричного производства, смысл и значение которых предопределены и не требуют включения фантазии, поддерживает развитие языковых навыков, так как дети проговаривают вслух образы природных объектов, которые они используют в играх. Лесные садики также, как правило, менее шумные, чем садики в закрытых помещениях, а шум — доказанных фактор стресса у детей и воспитателей.
Даже простое присутствие природных объектов и ландшафта в поле зрения воспитанников улучшает самодисциплину среди городских девочек.
Долгие игры на свежем воздухе положительно сказываются на развитии детей, особенно на проворстве и чувстве равновесия, но также на ловкости, моторике рук, координации, тактильной чувствительности и глубине восприятия. Согласно этому исследованию, дети из лесных садиков меньше страдают от травм в результате несчастных случаев и с меньшей вероятностью поранятся при падении. У детей повышается способность самостоятельно оценивать риски, например, при взаимодействии с огнём и опасными инструментами. Другие исследования показывают, что время, проведённое на природе, улучшает внимание и медицинский прогноз для женщин. Считается, что прогулки также укрепляют иммунитет детей и воспитателей.
Роланд Горджес (Roland Gorges) обнаружил, что дети, которые посещали лесной детский садик, по сравнению с тем, кто посещал обычный садик, обладают способностями выше среднего во всех областях, которые были исследованы. Ниже приводится список областей, в порядке от более выраженного преимущества к менее выраженному:
| Знания и навыки по конкретным предметам                         |
| Чтение                                                          |
| Математика                                                      |
| Конструктивное участие в собственном образовательном процессе   |
| Умение задавать вопросы и интерес к познанию                    |
| Мотивация                                                       |
| Спорт                                                           |
| Музыка                                                          |
| Искусство и изобретательность                                   |
| Положительное социальное поведение                              |
| Религиозность                                                   |
| Концентрация                                                    |
| Умение обращаться с письменными и рисовальными принадлежностями |

## Организации
- Living classrooms программа поддержки обучения на природе в Шотландии
- Association of all Forest Kindergartens в Чехии
- Natural Start Alliance в США